# Alte St.-Alexander-Kirche

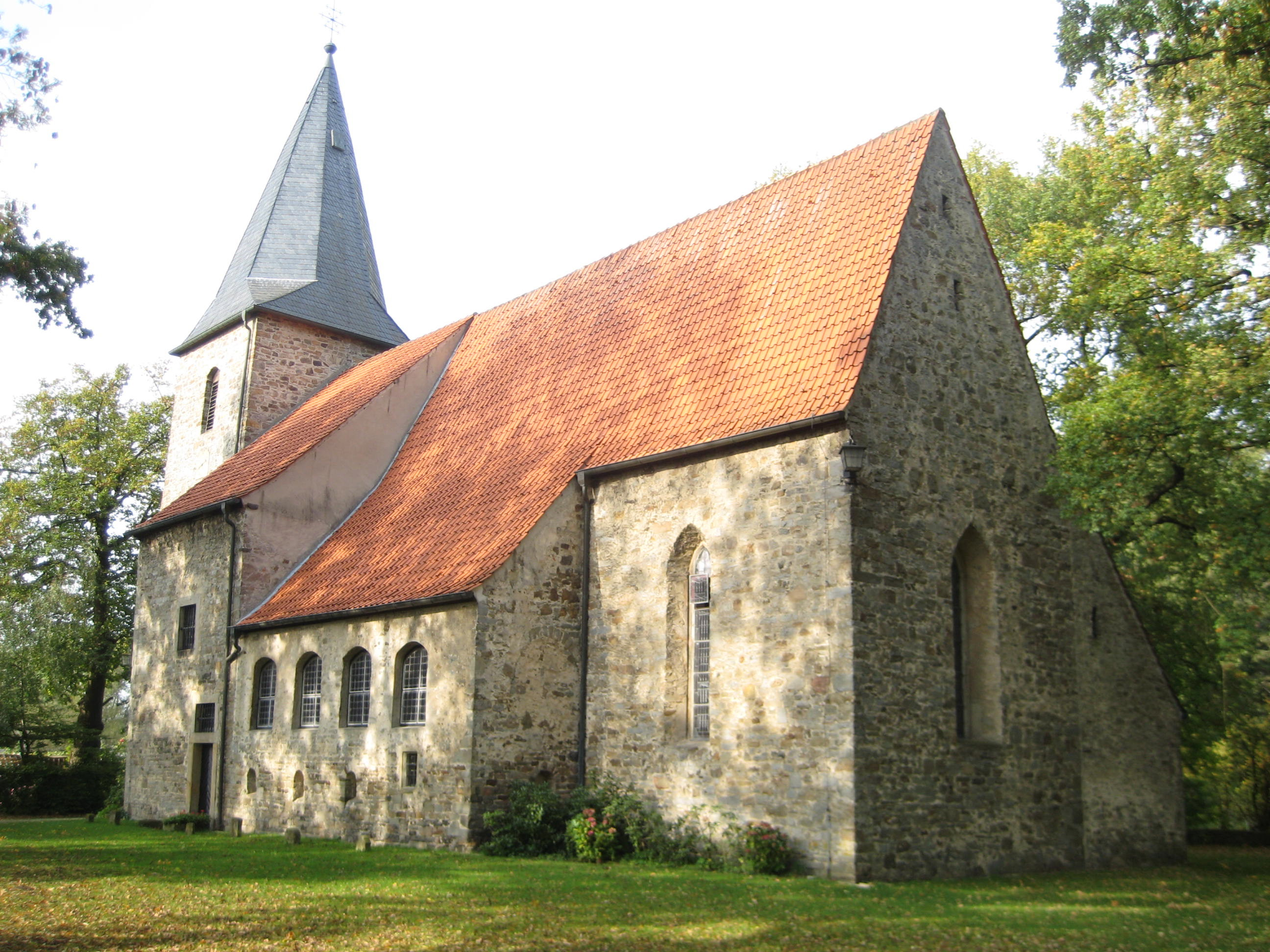
Die Alte St.-Alexander-Kirche

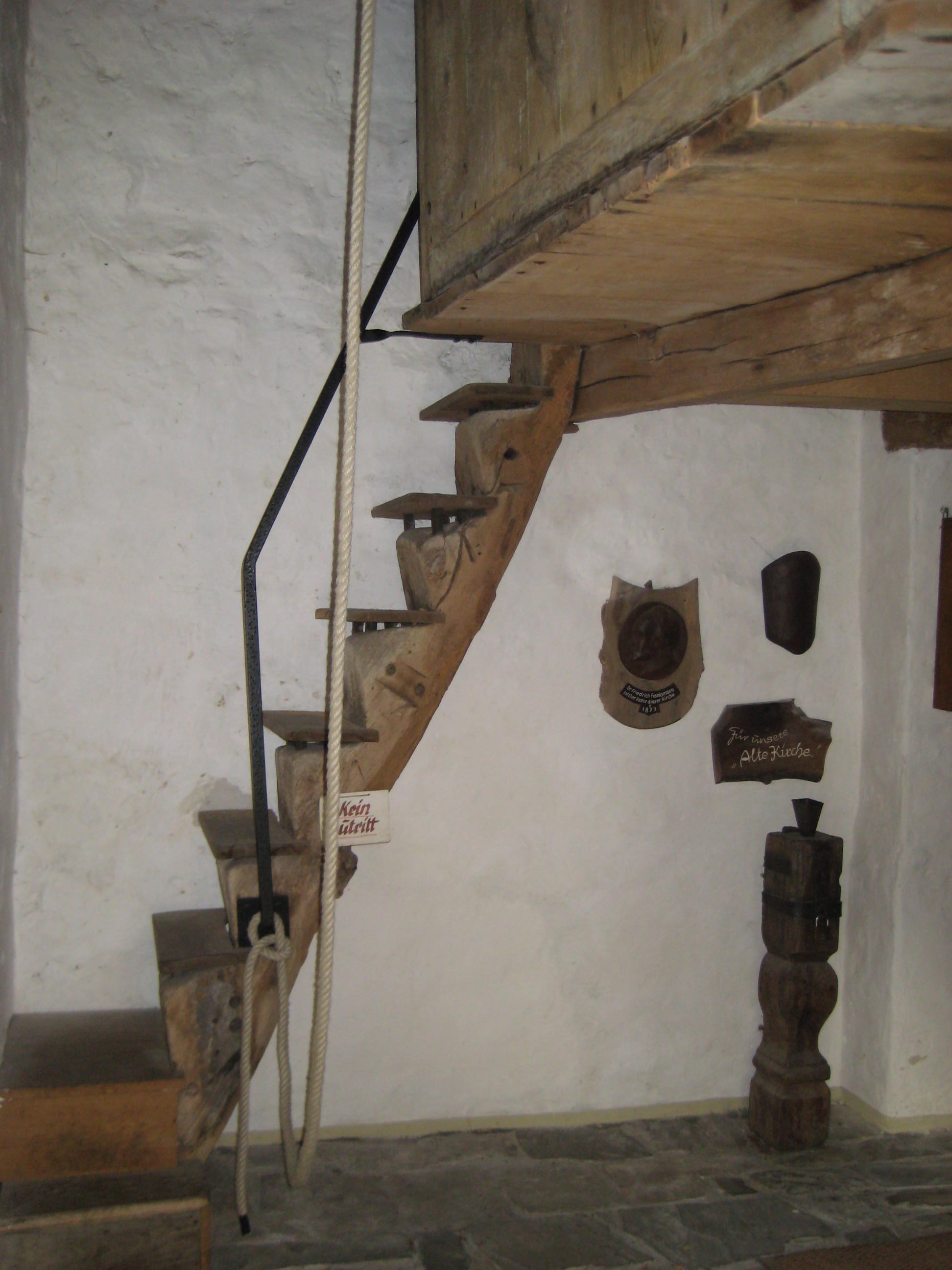
Baumstammtreppe zur Uhrenempore

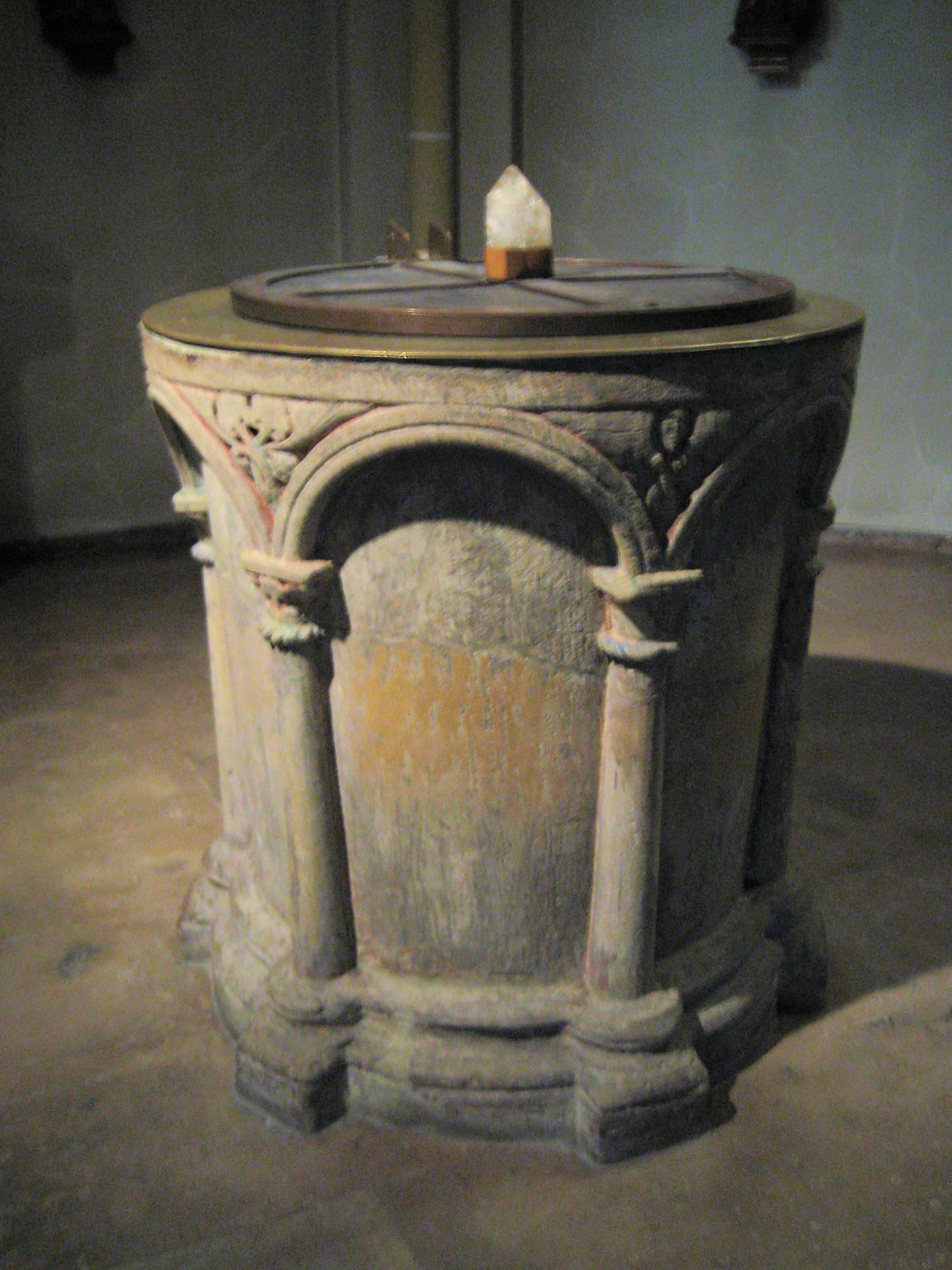
Der romanische Taufstein, jetzt in der Neuen St.-Alexander-Kirche

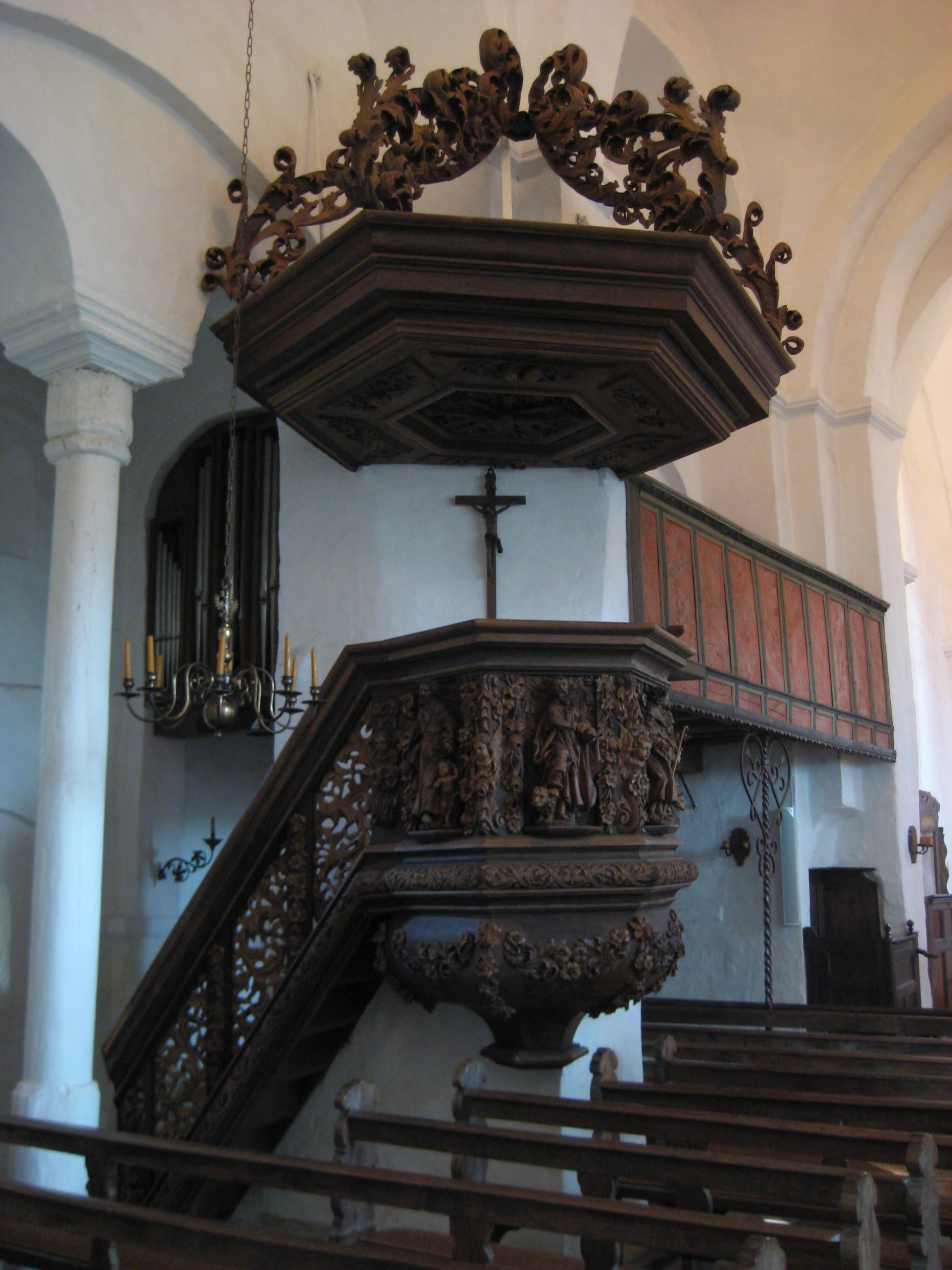
Barocke Kanzel

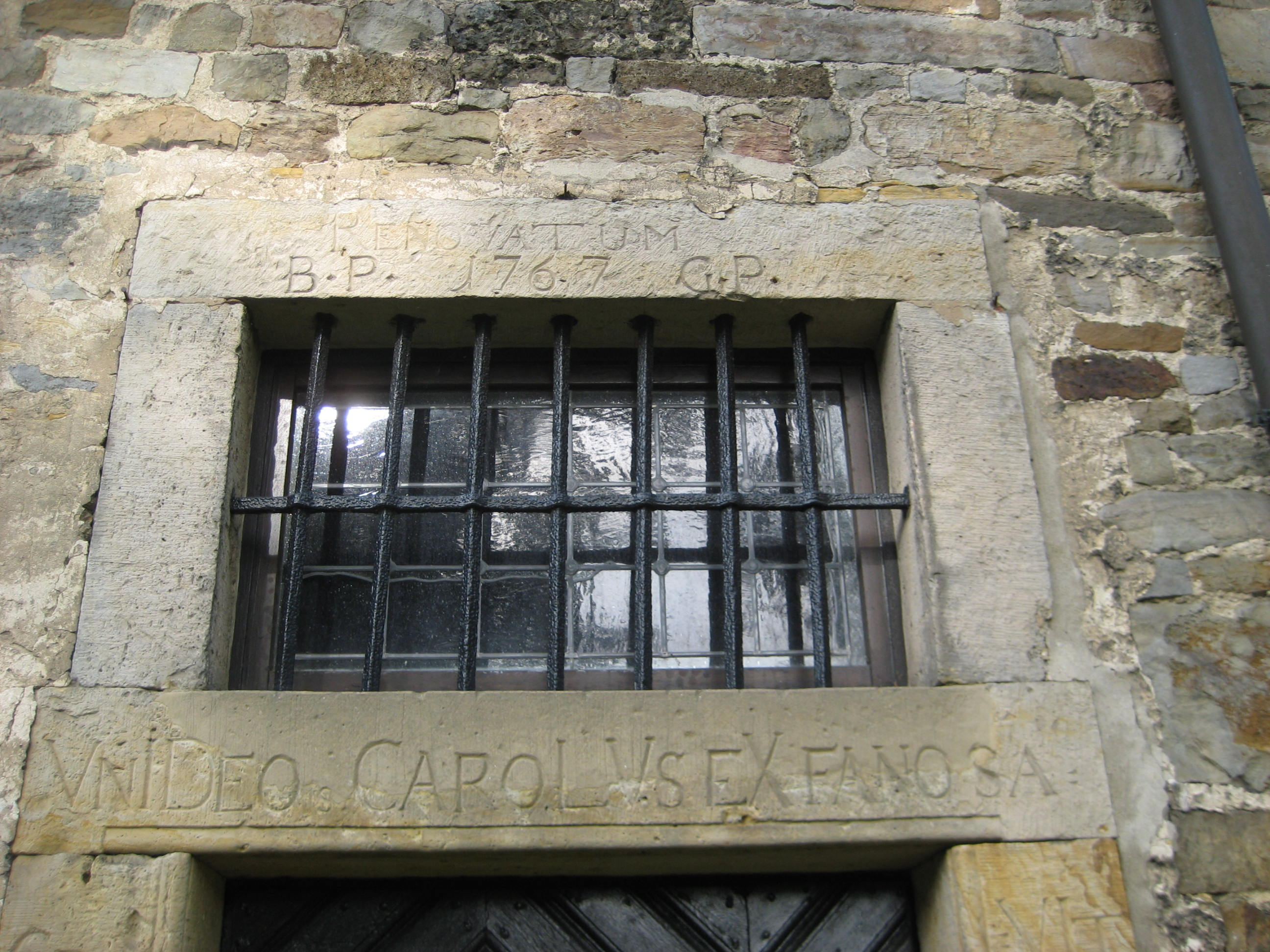
Inschrift über der südlichen Kirchentür

Die Alte St.-Alexander-Kirche ist ein römisch-katholisches Kirchengebäude in der Gemeinde Wallenhorst im niedersächsischen Landkreis Osnabrück. Sie ist eine der ältesten Kirchen des Bistums Osnabrücks.
Die Kirche hat karolingische Ursprünge. Ihre Geschichte ist verbunden mit der Legende De miraculis sancti Alexandri und einer Wunderheilung während der Translatio der Reliquien des Märtyrers Alexander von Rom († 165) von Rom nach Wildeshausen. Die Kirche war eine Station des Baltisch-Westfälischen Jakobswegs nach Santiago de Compostela.
Die Kirchturmspitze trägt statt eines bei Kirchen verbreiteten Wetterhahns eine Henne.

## Lage
Die Alte St.-Alexander-Kirche liegt außerhalb des heutigen Zentrums von Wallenhorst, das sich nach dem 1879 begonnenen Bau der Neuen St.-Alexander-Kirche westlich der Bundesstraße 68 um die neue Kirche entwickelte. Die Alte St.-Alexander-Kirche befindet sich östlich der Bundesstraße am Wallenhorster Meyerhof, der zusammen mit den Höfen Heidemann, Schwalenberg und Brüggemann den Kern des „Alten Dorfs“ bildete. Entfernter lag lediglich nördlich in Richtung Pente der später gegründete und 1223 erstmals urkundlich genannte Hörnschen Hof, der ebenfalls ein Meierhof war.

## Geschichte
Der Sage nach ist die Kirche eine Gründung Karls des Großen nach seinem Sieg über den Sachsenherzog Widukind in der Schlacht auf dem Witten Felde zwischen Vörden im Dersagau und Engter. Danach ließ er einen heidnischen Tempel zerstören, an dessen Stelle eine Kirche bauen und die Turmspitze mit einer goldenen Henne versehen, als Zeichen, sie möge weitere Kirchen ausbrüten.
Ausgrabungen von 1968 ergaben, dass sich unter der heutigen Kirche ältere Fundamente aus Findlingen aus dem 8. Jahrhundert befinden. Sie umschließen eine Fläche von 23,5 mal 12,5 Meter. Womöglich befand sich hier, wie die Sage überlieferte, ein vorchristliches Heiligtum.
Um 800 wurde eine Saalkirche mit einer Grundfläche von 16,35 mal 7,10 Meter gebaut, die teilweise auf dem Fundament des Vorgängerbaus entstand.
Am 3. Januar 851 machte der Widukind-Enkel Waltbert mit den Reliquien Alexanders, von Osnabrück kommend, auf dem Weg nach Wildeshausen in Wallenhorst Station. Er nahm mit seinen Begleitern wahrscheinlich im Meyerhof Quartier. Die Legende De miraculis sancti Alexandri berichtet, bei dieser Gelegenheit habe sich eine Wunderheilung ereignet, ein Blinder namens Wetrih habe wieder sehen können.
Um das Jahr 1000 wurde der Kirchenbau um zwei Seitenschiffe zu einer Pfeilerbasilika erweitert; um 1100 kam der Westbau hinzu. Weitere Umbauten erfolgten Mitte des 12. Jahrhunderts zu einer Emporenkirche.
Im 14./15. Jahrhundert wurden die unteren Seitenschiffgewölbe entfernt; die Kirche erhielt ein Einheitsdach. Ein Turm wurde um 1500 angefügt. Den stark gesicherten Bau nutzte die Bevölkerung, um in Kriegszeiten, etwa während des Dreißigjährigen Kriegs, wertvolle Güter unterzubringen.
In der Zeit der Reformation war zunächst umstritten, ob die Kirche katholisch bleiben würde. 1624 war Fridericus Rötger Pastor der Gemeinde. Er lebte mit einer Frau zusammen und hatte sechs Kinder mit ihr. Während der Kirchenvisitation des Generalvikars  Lucenius 1624 zweifelte dieser an Rötgers Loyalität zur katholischen Kirche, bezeichnete ihn aber als „noch katholisch“. Nach dem Westfälischen Friedensvertrag und den Beschlüssen des Reichstags zu Nürnberg im Jahr 1650 wurde in einer „Immerwährenden Kapitulation“ („Capitulatio perpetua osnabrugensis“) entschieden, dass im Normaljahr 1624 die Kirchengemeinde katholisch gewesen sei.
1692 wurde die Sakristei angebaut. In der zweiten Hälfte des 18. Jahrhunderts wurde die Kirche noch einmal baulich verändert und erhielt auf der Südseite des Kirchenschiffs vier größere Barockfenster. Über die südliche Kirchentür ließ Pastor Friedrich Gosmann während dieser Umbauten eine Inschrift meißeln, die auf die angebliche Weihe der Kirche im Jahr 777 durch Karl den Großen hinweist. Die Kirche wurde barock ausgestattet.
Mitte des 19. Jahrhunderts reichte die Kirche für die wachsende Gemeinde nicht mehr aus. Die Gemeinde entschied sich, in der Nachbarschaft der Annakapelle eine neugotische, dreischiffige Hallenkirche zu errichten. 1881 war der Bau der Neuen St.-Alexander-Kirche vollendet; sie wurde am 9. Juni des Jahres geweiht. Damit verlagerte sich das Zentrum Wallenhorsts nach Westen. Die Alte St.-Alexander-Kirche drohte zu verfallen. Das Inventar wurde in andere Kirchen gebracht.
Erste Ausgrabungen zur Erforschung der Kirchengeschichte wurden 1930 durchgeführt, weitere folgten 1950/51. Eine gründliche Bauaufnahme wurde 1968 begonnen. Im selben Jahr wurden das Dach des Turms und des Kirchenschiffs erneuert. 1972/1973 wurde die Kirche weiß ausgemalt.
Ab 1976 wurde das Kircheninnere restauriert, der Fußboden erneuert, eine Heizung eingebaut und das Turmuhrwerk repariert.
Die Fenster des Altarraums wurden 2001 erneuert. Sie wurden von Albert Bocklage aus Vechta entworfen.
Im Jahr 2017 wurde die Orgel der Kirche durch Spenden aus der Kirchengemeinde aufwendig restauriert.
Weiterhin wurde 2018 der Kirchvorplatz neu gestaltet.
Für Veranstaltungen wurde in direkter Umgebung ein Parkplatz eingerichtet.

## Ausstattung
Zu den ältesten Teilen der Ausstattung gehört die Grabplatte des Pastors Harbertus aus dem Jahr 1343. Die romanische Tauffünte der Alten St.-Alexander-Kirche befindet sich in der Neuen St.-Alexander-Kirche. Vor dem Altarraum hängt ein Kruzifix, das um 1500 entstand. Das Werk eines nicht namentlich bekannten Künstlers aus dem Rheinland hatte ursprünglich als Friedhofskreuz gedient.
Die barocke Kanzel mit Schalldeckel wurde 1819 eingebaut und stammt aus dem Osnabrücker Dominikanerkloster, welches 1803 aufgehoben wurde. Nicht erhalten ist der barocke Hochaltar. Er war während des Zweiten Weltkriegs nach Osnabrück gebracht worden, wo er während der Bombardements auf die Stadt verbrannte. Aus dem Dominikanerkloster kam auch die Statue Thomas von Aquins nach Wallenhorst. Um 1700 entstand die Pietà aus Lindenholz, die 1984 aus dem Osnabrücker Diözesanmuseum wieder in die Kirche gegeben wurde. Im Chor befindet sich die Totentafel für Carl Heinrich von Böselager († 1756), der Grundherr der Wallenhorster Höfe Schwalenberg und Brüggemann war. Die aus der 1793 ausgestorbenen Honeberger Böselager-Linie stammende Familie Böselager hatte das Recht, ihre Angehörigen in der Sakristei zu bestatten.
Zur Ausstattung der Kirche gehören weiter zwei Gemälde im westlichen Querschiff. Aus dem Jahr 1698 stammt die Dreifaltigkeit, das andere Gemälde zeigt den Jesuitengeneral Francisco de Borja. Eine Arbeit der Osnabrücker Bildschnitzerfamilie Jöllemann ist der Schmerzensmann. Zur Uhrenempore mit dem Werk der Kirchenuhr des 17. Jahrhunderts führt eine aus einem Baumstamm geschlagene Treppe.
Glocke
Im Turm hängt die Engelglocke, eine Glocke aus Bronze, die 1907 von der Glockengießerei Otto, Bremen-Hemelingen gegossen wurde. Sie wiegt 482 kg bei einem Durchmesser von 910 mm, ihr Schlagton ist a'.

## Nutzung
In der Alten St.-Alexander-Kirche finden keine regelmäßigen Messen statt. Sie wird aber für Gottesdienste aus besonderem Anlass, etwa für Trauungen oder zu Weihnachten, genutzt. Außerdem finden weltliche Veranstaltungen statt wie Konzerte im Rahmen der „Tage Alter Musik im Landkreis Osnabrück“, einem internationalen Musikfestival im Osnabrücker Land.

## Die Kirche in der Kunst
Um 1898 malte der in Bersenbrück geborene Franz Hecker einen „Gottesdienst in der alten Kirche zu Wallenhorst“. Das Gemälde zeigt Gottesdienstbesucher während einer Messe. In der ersten Bankreihe sitzen Frauen in Sonntagstracht mit Haube und Schultertuch mit Kindern, getrennt von den Männern. Das Hecker-Gemälde befindet sich im Kulturgeschichtlichen Museum in Osnabrück.